# Heinrich Barkhausen

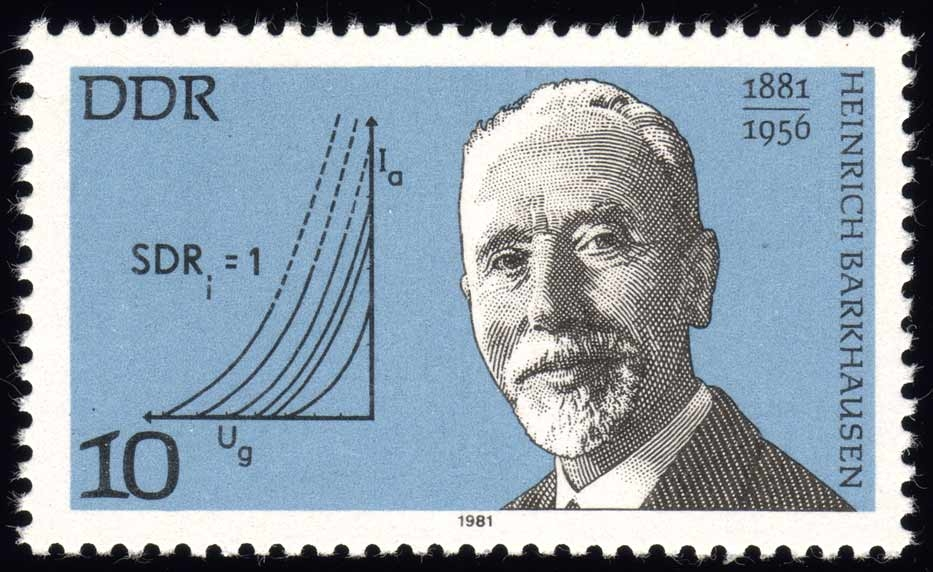
Imaginea fizicianului pe un timbru poştal

Heinrich Georg Barkhausen (n. 2 decembrie 1881 - d. 20 februarie 1956) a fost un fizician german.
Încă de tânăr manifestă un interes deosebit pentru științele naturii.
La numai 29 de ani devine profesor universitar de inginerie electrică la Technische Hochschule din Dresda.
În 1919 desoperă fenomenul care îi va purta numele, efectul Barkhausen, care se referă la modul de orientare al atomilor într-un material feromagnetic.